# Gudadur, Sindhnur
Gudadur là một làng thuộc tehsil Sindhnur, huyện Raichur, bang Karnataka, Ấn Độ.